# Enemy Territory: Quake Wars
『Enemy Teritorry: Quake Wars』(エネミーテリトリー クエイクウォーズ）は、id Softwareの監修のもと、Splash Damageによって開発されたファーストパーソン・シューティングゲーム（FPS）である。
Wolfenstein: Enemy Territory（以下、W:ET）の続編にあたり、Quakeシリーズの世界観を背景にしている。
チーム制のオンライン対戦プレイを主眼においており、オフラインではボットを相手に練習をすることができる。1人プレイ専用のいわゆるストーリーモードは存在しない。

## 概要
プレイヤーは、地球人の防衛軍であるGDF（Global Defence Force）か、地球を侵略する異星人のStroggのうち、どちらかのチームを選んでプレイする。
一般的な対戦ゲームとは異なり、両チームの特性が非対称になっているのが特徴で、外見の違いだけではなく、用いる銃火器や兵器等も操作性や性能が大きく異なるものとなっている。
他の特徴として、W:ETよりオブジェクティブ形式というゲーム形式を引き継いでいる。オブジェクティブ形式とは、あらかじめマップごとに設定された目標（オブジェクティブ）を達成する、あるいは阻止することで勝敗を競うものである。
プレイするマップによりGDFとStroggの攻守が指定されており、攻撃側は設定された時間内でのオブジェクティブの達成を、守備側は阻止をすれば勝利となる。初期状態では1つのマップにつき20分と指定されている。
マップ内のオブジェクティブは一つではなく、複数のオブジェクティブを指定された順番で達成していく必要がある。攻撃側は、他のオブジェクティブを全て達成すると到達できるようになる最終オブジェクティブを達成することで、はじめて勝利となる。
攻撃側はオブジェクティブを目指して敵（守備側）の陣地へ突撃していくかたちになり、これが『Enemy Territory』というタイトルの由来になっている。
その他にも選択したクラスにより能力が異なるクラス制、XP制（詳細は後述）といった特徴をW:ETより引き継いでいる。
一方で、『Quake』シリーズからはストーリーの背景のみを取り入れるかたちになっており、少人数でのデスマッチを主眼においた同シリーズとは趣が異なっている。いわゆる「スポーツ系FPS」の象徴とも言える『Quake III Arena』、『Quake 4』と比較すると、スピーディーさや豪快さ、撃ち合いの楽しさの追求といった点では見劣りがするものとなっている。
これについては広大なマップの構造や、通常状態のプレイヤーよりも強力な兵器の導入、高度なテクニックの排除といった要素の影響が挙げられるが、同じ時期の似た傾向のゲームと比べても本作がスピーディーさ等で見劣りするわけではなく、あくまでゲームの要素の取捨選択としてそのようになっているにすぎない。
オブジェクティブ形式が一般的でないことや、チームごとに武器・兵器の使用感が異なること、マップによってオブジェクティブが異なるといったことで、新規ユーザーにとっては覚えなくてはならない要素が多いため、プレイ中リアルタイムでゲームの説明をするボイスメッセージが流れるようになっている。また、2008年1月15日にリリースされたバージョン1.4ではオフラインプレイ用のプラクティスモードが追加された。

## ゲームモード
- キャンペーンモード

3つのマップを連続してプレイするモード。XPはキャンペーンの終了まで保持される。
北アメリカ、北欧、太平洋、アフリカの4つのキャンペーンが用意されており、それぞれの地域の気候や風土が反映されたマップになっている。
- オブジェクティブモード

1つのマップをプレイするモード。XPはマップごとにリセットされる。
- ストップウォッチモード

1つのマップにて攻守を交互に行うモード。先攻チーム、後攻チームに分かれ、オブジェクティブの達成にかかる時間を競う。勝敗が明確に分かるため、主にクラン同士の対戦に用いられる。
- プラクティスモード

オフラインのシングルプレイ専用モード。プレイ中に詳しいオブジェクティブの解説があり、ボットのサポートを受けながらゲームに慣れることができる。

## 陣営

### GDF（Global Defence Force）
Stroggの侵略に抵抗する地球規模の連合軍である。
装備品や兵器は現実的なものとなっている。銃火器には実弾を使用しており、装填された弾を撃ち切ってしまうと再装填する必要がある。使用できる兵器も戦車やヘリコプター等、現代のものに近くなっている。

#### Soldier（ソルジャー、Sol）
専用の重火器を使用できる戦闘用のクラス。
建造物の破壊用の爆薬を装備しており、特定の爆破ポイントに爆薬を設置すると、40秒後に爆発し、目標物を破壊するオブジェクティブを達成することができる。
使用可能武器
- アサルトライフル

標準的な武器。連射が可能で、40発の装填が可能。W:ETのSMGに相当する。
W:ETではオブジェクトの爆破はエンジニアが担っていたがETQWではソルジャーの役割になったために、使い勝手の良いアサルトライフルを使うプレイヤーも少なくない。
他にも全クラスで選択可能なのでW:ETではこれを選ぶ理由は無いと言われたが、今作ではソルジャーLv4でもアサルトライフルをサブウェポンとして持てなくなり、ソルジャー専用の武器であるGPMGを装備すると移動速度が遅くなるため、状況に対する柔軟性が著しく低下する。そのような理由からSolでもアサルトライフルを持つ意味は出た
- ロケットランチャー

右クリックでスコープを展開し、各種タレットや乗り物をロックオンし、ミサイルランチャーとして扱える。
ロックオンすることで発射のタイムラグが無くなり、即発射ができる。
W:ETのパンツァーファウストと比べると、弾道が放物線を描くようになり、対歩兵武器としては使いにくくなったが、火力的には十分倒すことが可能。
- GPMG (General Purpose Machine Gun)

移動速度が若干下がり、リロードが遅くなるが、200発1マガジンという豊富な弾薬と優秀な連射能力で支援射撃が出来る。
しゃがみや伏せることで集弾率が大幅に上がる。
- ショットガン

散弾銃ということで接近戦で威力を発揮する。
リロードは弾丸を1発ずつ装填するため、若干遅く感じるが、リロードの途中で打てる唯一の武器でもある。
- High Explosive Charge

W:ETではENGの装備であったがETQWではsolの装備になった。特定の爆破ポイントに貼り付け設置作業をすることにより起動。40秒たつと爆発してオブジェクトなどを破壊する。
ほぼ全ての武器でサイト、スコープを覗いて撃つことができる。
覗くことによって集団率などが向上する。

#### Field Ops（フィールド オプス、FO）
砲台等を設置し、またそれによる攻撃を指揮することができる　空爆要請ができる 弾薬箱を配布し、味方の弾を補充できる
使用可能武器
- アサルトライフル
- ショットガン
- スコープドアサルトライフル（レベルが上がることにより、装備が可能になる）

#### Engineer（エンジニア、ENG）
対人・対車両・対砲撃のいずれかの用途の自動攻撃タレットを設置できる（対砲撃タレットはStroggの衛星レーザーは防ぐことができない）　オブジェクトの建造や修理、乗り物の修理が出来る　オブジェクトなどに仕掛けられた爆弾を解除することが出来る　ほぼ全ての場所に多目的地雷を設置することができる
使用可能武器
- アサルトライフル
- ショットガン
- グレネードランチャー付アサルトライフル（レベルが上がることにより、装備が可能になる）

右クリックでグレネードランチャーを装填することができ、弾道が放物線状のグレネードランチャーを発射することができる。そのため、サイトを覗くことができなくなる。
グレネードランチャーの威力は強いが、通常弾の連射速度が非常に遅く、グレネードランチャーと通常弾の切り替えも遅いため、使いこなすのが難しい武器になっている。

#### Covert Ops（カバート オプス、CO）
専用の武器が装備できる　ハンドガンにサイレンサーがついている EMP手榴弾を持ち、乗り物、タレット、砲台、レーダーを一定時間無効化できる　レーダーを設置できる　オブジェクトをハッキングできる　また、オブジェクト以外にも敵のタレット等の設置物をハッキングして無効化することもできる　遠隔操作のカメラ付小型爆弾で偵察、及び爆破が出来、簡易小型レーダーの機能も備わっている　Stroggの死体を使用して変装できる
使用可能武器
- スナイパーライフル

お馴染みの遠距離攻撃用ボルトアクションライフル。距離によるダメージ軽減を考えなければheadshotで敵を一撃で倒すことができる。
- スコープドアサルトライフル

アサルトライフルに専用のスコープを装着した武器。若干、連射速度が遅くなっているが、サイトを覗くことによって通常のアサルトライフルよりも格段に集弾率を向上させることができるようになっているため、遠距離攻撃に特化している。

#### Medic（メディック、Med）
味方の体力の回復や、倒れた仲間の蘇生が出来る　StroggのTechnitianによって作られたRespawnHostをショックパドルで破壊できる　体力の回復や、弾薬の補充ができるクレートを屋根のない場所に限り、　任意の場所に要請することができる
使用可能武器
- アサルトライフル
- ショットガン

### Strogg
半機械の生命体で、原動力である生体エネルギーを奪うために地球を侵略する。
装備品や兵器はSF的なものになっている。エネルギーによって稼動する武器を携帯しており、リロードの必要がないが、連射しすぎると武器がオーバーヒートして一定時間攻撃ができなくなってしまうという弱点を持つ。
武器に用いるエネルギーと生命力（ゲーム中ではHealth）を相互に変換することが可能で、を共有することができ、弾切れを起こした場合はHealthを武器エネルギーに代えたり、反対に武器エネルギーをHealthに代えることが可能。
兵器は外見のみならず性能も独特で、ホバー戦車や二足歩行の巨大ロボット等が登場する。

#### Aggressor（アグレッサー）
GDFのSoldierのような扱い。重火器などを扱える。
使用可能武器
- Lacerator

GDFのアサルトライフルに似た武器。
- Hyperblaster

GDFのGPMGに似た武器。GPMGと比べて直立時の集団率が高いが、予備回転が必要なためクリックしてから発射まで、若干のタイムラグがある。
RtCWのベノムのような武器。
- Obliterator

GDFのロケットランチャーに似た武器。
- Nailgun

GDFのショットガンに似た武器。
- Plasma Charge

GDFのHigh Explosive Chargeと同じ役割を持つ。
ほぼ全ての武器でストログ専用のスコープを使うことができる。GDFと違い実弾武器ではないので、リロードの必要がないが、連続で使い続けるとオーバーヒートを起こして、一定時間使用が不可能になる。

#### Constructor（コンストラクター）
GDFのEngineerのような扱い。レベルが上がることにより、離れていても自動で修理をする小型の修理用ドローンを射出することができるようになる。
使用可能武器
- Lacerator
- Nailgun
- Plasma Launcher付Lacerator（レベルが上がることにより、装備が可能になる）

GDFのグレネードランチャー付アサルトライフルに似た武器。

#### Oppressor（オプレッサー）
GDFのField Opsのような扱い。GDFと異なる点の一つとして、Stroyentカプセルが武器エネルギーの補給を担っているため弾薬箱を配ることができないstrogg陣営のOppressorは、代わりにTactical Shieldという半球状の盾を何処にでも設置できる　空爆の代わりに衛星レーザーを要請できる
使用可能武器
- Lacerator
- Nailgun
- Accurised Lacerator（レベルが上がることにより、装備が可能になる）

GDFのスコープドアサルトライフルに似た武器。

#### Infiltrator（インフィルトレイター）
GDFのCovert Opsのような扱い。GDFと異なる点の一つとして、任意の場所へワープすることができるテレポーターを使うことができる。他にも、遠隔操作の小型爆弾型偵察機のフライドローンを使い、オブジェクトの爆破や敵兵を攻撃することができる。
使用可能武器
- RailGun

GDFのスナイパーライフルに似た武器。実弾ではないのでリロードがいらないため、スナイパーライフルと比べて比較的連射速度が速いが、弾道が目立つために位置がばれやすい特徴を持つ。
- Accurised Lacerator

#### Technitian（テクニシャン）
GDFのMedicのような扱い。GDFと異なる点の一つとして、GDFの兵士の死体をリスポーン地点にすることが出来るという違いがある　味方を蘇生するのに時間がかかる(GDFのMedicは一瞬で蘇生できる)　GDFのヘルスパックの役割を持つStroyentカプセルを配ることで味方のヘルスと武器エネルギーを同時に回復することができる。
使用可能武器
- Lacerator
- Nailgun

## XP制
Wolfenstein: Enemy Territoryから採用されたもの。敵を倒したりミッションと呼ばれる「目標」を達成するごとにポイント（XP）が溜まって行き、それに応じて能力がレベルアップするシステム。
ミッションをスムーズに遂行するために、FT（ファイアチーム）と呼ばれる小隊を組んで、小隊長の選んだミッションを各自の判断で進めていくシステムもある。
XPは永続的なものではなく、MAPが終了するかCampaignが終了するとXPはリセットされる。
このXP制は、実力主義が根本にあるFPSプレイヤー達には賛否両論あったが、クラン戦などではレベルが上がらないサーバー設定になっているなどで、上手くバランスを取っているため、今では広く受け入れられている。

## 細かなギミック
- 相手の保持している弾薬量などが見た目でわかる
- 乗り物はパーツごとに耐久力が設定されており、タイヤだけが故障したりする。前輪が両方とも故障した場合は左右に曲がることができなくなるが、後輪が故障しても前輪が駆動するので問題無い（若干スピードは落ちる）
- 対人タレットなどの銃口を、地雷などの設置物で塞ぐと弾丸が発射されなくなる